# ブルース・ジマーマン
ブルース・アンソニー・ジマーマン（Bruce Anthony Zimmermann, 1995年2月9日 - ）は、アメリカ合衆国メリーランド州ボルチモア出身のプロ野球選手（投手）。左投左打。現在は、フリーエージェント（FA）。

## 経歴

### プロ入りとブレーブス傘下時代
2017年のMLBドラフト5巡目（全体140位）でアトランタ・ブレーブスから指名され、プロ入り。契約後、傘下のアパラチアンリーグのルーキー級ダンビル・ブレーブスでプロデビュー。11試合に先発登板して0勝1敗、防御率3.09、28奪三振を記録した。
2018年はA級ローム・ブレーブスとAA級ミシシッピ・ブレーブスでプレーした。

### オリオールズ時代
2018年7月31日にケビン・ゴーズマン、ダレン・オデイとのトレードで、エバン・フィリップス、ブレット・カンバーランド、ジーン・カルロス・エンカーナシオン及びインターナショナル・ボーナス・プール（海外選手契約金枠）250万ドルと共にボルチモア・オリオールズへ移籍した。移籍後は傘下のAA級ボウイ・ベイソックスへ配属され、最終的に移籍前を含めた3球団合計で25試合に先発登板して11勝7敗、防御率3.21、141奪三振を記録した。
2019年はAA級ボウイとAAA級ノーフォーク・タイズでプレーし、2球団合計で25試合（先発24試合）に登板して7勝6敗、防御率3.21、134奪三振を記録した。
2020年9月17日にメジャー契約を結んでアクティブ・ロースター入りし、同日のタンパベイ・レイズとのダブルヘッダー第2試合にて先発でメジャーデビュー（勝敗付かず）。この年はメジャーで2試合（先発1試合）に登板して防御率7.71、7奪三振を記録した。
2021年は14試合（先発13試合）に登板して4勝5敗、防御率5.04、56奪三振を記録した。
2022年は15試合（前年と同じ先発13試合）に登板して2勝5敗1ホールド、防御率5.99、49奪三振を記録した。
2023年は7試合に登板して登板数と同じ7勝（無敗）、防御率4.73、14奪三振を記録した。オフの10月19日に筋肉の手術を受けた。
2024年は開幕前の3月19日にオプションでAAA級ノーフォークに配属されたが、6月27日にリハビリのためにA+級アバディーン・アイアンバーズに配属されて7月3日にAAA級ノーフォークに復帰した。その後もメジャーに昇格する機会が無いまま、8月22日にエマヌエル・リベラを獲得したことに伴ってトレバー・ロジャースのオプション降格などに伴いDFAとなり、2日後に再度AAA級ノーフォークに降格した。オフの11月4日にFAとなった。

### ブルワーズ傘下時代
2024年12月19日にミルウォーキー・ブルワーズとマイナー契約を結び、翌2025年のスプリングトレーニングには招待選手として参加した（その日のうちにAAA級ナッシュビル・サウンズに配属）。
2025年の開幕はAAA級ナッシュビルで迎えたがメジャーに昇格する機会が無いまま、7月16日に自らオプトアウト権を行使して自由契約となった。

## 詳細情報

### 年度別投手成績
| 年 度    | 球 団    | 登 板 | 先 発 | 完 投 | 完 封 | 無 四 球 | 勝 利 | 敗 戦 | セ 丨 ブ | ホ 丨 ル ド | 勝 率 | 打 者 | 投 球 回 | 被 安 打 | 被 本 塁 打 | 与 四 球 | 敬 遠 | 与 死 球 | 奪 三 振 | 暴 投 | ボ 丨 ク | 失 点 | 自 責 点 | 防 御 率 | W H I P |
| -------- | -------- | ----- | ----- | ----- | ----- | -------- | ----- | ----- | -------- | ----------- | ----- | ----- | -------- | -------- | ----------- | -------- | ----- | -------- | -------- | ----- | -------- | ----- | -------- | -------- | ------- |
| 2020     | BAL      | 2     | 1     | 0     | 0     | 0        | 0     | 0     | 0        | 0           | ----  | 31    | 7.0      | 6        | 2           | 2        | 0     | 2        | 7        | 2     | 0        | 6     | 6        | 7.71     | 1.14    |
| 2021     | BAL      | 14    | 13    | 0     | 0     | 0        | 4     | 5     | 0        | 0           | .444  | 285   | 64.1     | 75       | 14          | 22       | 0     | 2        | 56       | 0     | 1        | 37    | 36       | 5.04     | 1.51    |
| 2022     | BAL      | 15    | 13    | 0     | 0     | 0        | 2     | 5     | 0        | 1           | .286  | 320   | 73.2     | 97       | 21          | 12       | 0     | 2        | 49       | 1     | 0        | 52    | 49       | 5.99     | 1.48    |
| 2023     | BAL      | 7     | 0     | 0     | 0     | 0        | 2     | 0     | 0        | 0           | 1.000 | 61    | 13.1     | 17       | 3           | 0        | 0     | 2        | 14       | 1     | 0        | 8     | 7        | 4.73     | 1.28    |
| MLB：4年 | MLB：4年 | 38    | 27    | 0     | 0     | 0        | 8     | 10    | 0        | 1           | .444  | 697   | 158.1    | 195      | 40          | 36       | 0     | 8        | 126      | 4     | 1        | 103   | 98       | 5.57     | 1.46    |

- 2023年度シーズン終了時

### 年度別守備成績
| 年 度 | 球 団 | 投手（P） | 投手（P） | 投手（P） | 投手（P） | 投手（P） | 投手（P） |
| 年 度 | 球 団 | 試 合     | 刺 殺     | 補 殺     | 失 策     | 併 殺     | 守 備 率  |
| ----- | ----- | --------- | --------- | --------- | --------- | --------- | --------- |
| 2020  | BAL   | 2         | 0         | 0         | 0         | 0         | ----      |
| 2021  | BAL   | 14        | 1         | 4         | 0         | 0         | 1.000     |
| 2022  | BAL   | 15        | 1         | 5         | 0         | 0         | 1.000     |
| 2023  | BAL   | 7         | 0         | 1         | 2         | 0         | .333      |
| MLB   | MLB   | 38        | 2         | 10        | 2         | 0         | .857      |

- 2023年度シーズン終了時

### 背番号
- 85（2020年）
- 50（2021年 - 2023年）